# Mindanaohapvogel
De mindanaohapvogel (Sarcophanops steerii, ook wel Eurylaimus steerii) is een vogel uit de familie van de Eurylaimidae (breedbekken en hapvogels). De soort komt alleen voor in de Filipijnen. Deze vogel is genoemd naar zijn ontdekker, de Amerikaanse ornitholoog Joseph Beal Steere.

## Kenmerken
De vogel is 16,5 tot 17,5 cm en weegt 33 tot 44 gram. Het is een opvallende vogel met blauwe randen rond het oog.Het mannetje heeft een kastanjebruine kruin, zwart "gezicht" en zwarte keel met daaronder een opvallende witte kraag. De mantel en de rug zijn donkergrijs, de onderkant van de rug, stuit en staart zijn roodbruin, waarbij de stuit en staartveren een purperen glans hebben. De vleugels zijn zwart met een opvallende wit en gele band. De buik is lilakleurig. De snavel is blauw en de poten zijn blauwachtig. Het vrouwtje verschilt weinig van het mannetje; zij heeft een geheel witte buik. De vogel lijkt op de samarhapvogel, maar die is iets kleiner en heeft geen opvallende, witte halsband.

## Verspreiding en leefgebied
De mindanaohapvogel komt alleen voor op Mindanao en omliggende eilanden in het zuiden van de Filipijnen. Hij leeft daar in de onderste twee etages van de laatste resten van het tropische regenwoud met hoge plankwortelbomen. De vogel wordt ook waargenomen in secundair bos, mits dit grenst aan ongestoord riviergeleidend bos en soms in mangrovebos of gebied met struikgewas, meestal in laagland onder de 1000 m boven de zeespiegel.

## Status
De grootte van de wereldpopulatie werd in 2012 geschat op minder dan 10.000 volwassen dieren, maar deze schatting is slecht gedocumenteerd. De Filipijnse hapvogel gaat in aantal achteruit. Het leefgebied wordt op grote schaal ontbost, zowel op legale wijze ten behoeve van onder andere mijnbouwactiviteiten, als door illegale houtkap.Om deze redenen staat deze soort als kwetsbaar (voor uitsterven) op de Rode Lijst van de IUCN.